# صنعت فضایی روسیه

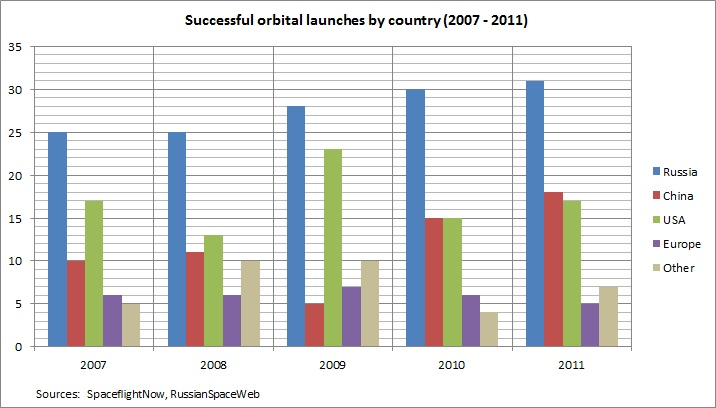
پرتاب‌های مداری موفق بر اساس گزارش‌های اکنون پرواز فضایی و روسی اسپیس وب.

صنعت فضایی روسیه شامل بیش از ۱۰۰ شرکت است و ۲۵۰۰۰۰ نفر را استخدام می‌کند. اکثر این شرکت‌ها از نوادگان دفاتر طراحی شوروی و شرکت‌های تولیدی دولتی هستند. این صنعت پس از فروپاشی اتحاد جماهیر شوروی وارد بحران عمیقی شد که بیشترین تأثیر آن در سال‌های پایانی دهه ۱۹۹۰ رخ داد. بودجه برنامه فضایی ۸۰ درصد کاهش یافت و این صنعت بخش بزرگی از نیروی کار خود را قبل از شروع بهبود در اوایل دهه ۲۰۰۰ از دست داد. بسیاری از شرکت‌ها با ایجاد سرمایه‌گذاری‌های مشترک با شرکت‌های خارجی و بازاریابی محصولات خود در خارج از کشور، به حیات خود ادامه دادند.
در اواسط دهه ۲۰۰۰، به عنوان بخشی از بهبود کلی اقتصاد، بودجه برنامه فضایی کشور به‌طور قابل توجهی افزایش یافت و یک طرح فضایی فدرال جاه‌طلبانه جدید معرفی شد که منجر به رونق زیادی در این صنعت شد. بزرگ‌ترین شرکت آن شرکت موشکی اس‌پی کارالیوف و صنایع فضایی انرگیا، پیمانکار اصلی پروازهای فضایی سرنشین‌دار است. تولیدکنندگان پیشرو در زمینه پرتابگرها مرکز تولید و پژوهش فضایی خرونیشف و پراگرس راکت اسپیس سنتر هستند. بزرگ‌ترین توسعه‌دهنده ماهواره رشیتنف است، در حالی که لاوچکین توسعه‌دهنده اصلی کاوشگرهای بین سیاره‌ای است.
از سال ۲۰۱۳ یک سازماندهی مجدد عمده در صنعت فضایی روسیه در حال انجام است، با افزایش نظارت دولت و مشارکت شرکت‌های ظاهراً خصوصی که در اوایل دهه ۱۹۹۰ پس از حل اتحاد جماهیر شوروی تشکیل شده است.

## تاریخچه

### تنظیمات پس از شوروی

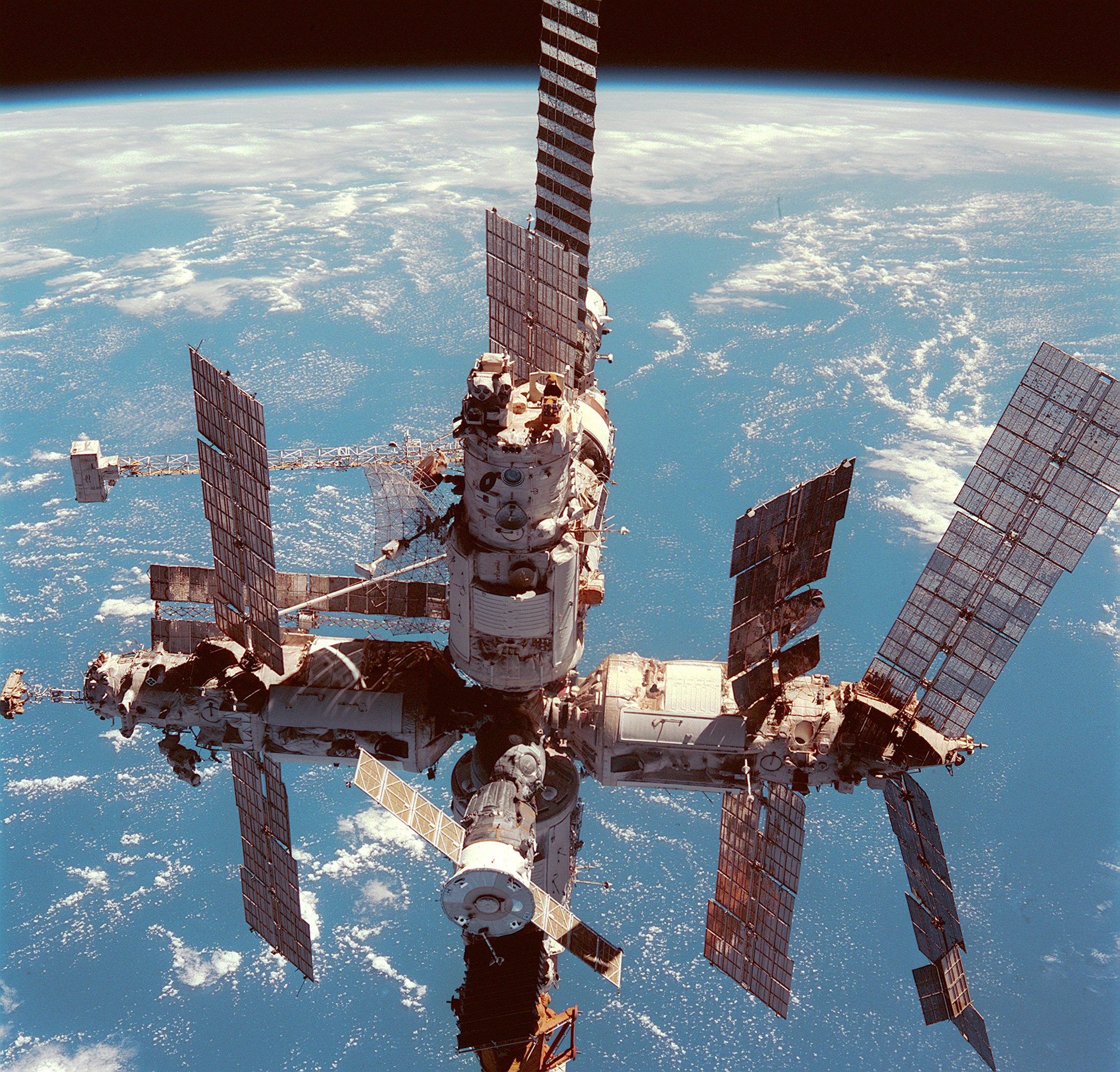
ایستگاه فضایی میر در سال ۱۹۹۸

صنعت فضایی اتحاد جماهیر شوروی، مجموعه‌ای توانمند، توانمند و با بودجهٔ کافی بود که به موفقیت‌های بزرگی دست یافت. هزینه‌های برنامهٔ فضایی در سال ۱۹۸۹ به اوج خود رسید، زمانی که بودجهٔ آن در مجموع به ۶٫۹ میلیارد روبل رسید که معادل ۱٫۵٪ از تولید ناخالص داخلی اتحاد جماهیر شوروی بود. در طول دورهٔ پرسترویکا در اواخر دههٔ ۱۹۸۰، بودجهٔ برنامهٔ فضایی شروع به کاهش کرد و این روند با مشکلات اقتصادی دههٔ ۱۹۹۰ به‌طور جدی تسریع شد. فدراسیون روسیه بخش عمده‌ای از زیرساخت‌ها و شرکت‌های برنامهٔ شوروی را به ارث برد (در حالی که برخی دیگر، مانند دفتر طراحی یوژنوی، اوکراینی شدند)، اما خود را قادر به ادامهٔ سطح مناسب تأمین مالی ندید. تا سال ۱۹۹۸، بودجهٔ برنامهٔ فضایی ۸۰٪ کاهش یافته بود.
برای هماهنگی فعالیت‌های فضایی کشور، در ۲۵ فوریه ۱۹۹۲، آژانس فضایی فدرال روسیه تأسیس شد. در دوران شوروی، هیچ آژانس مرکزی وجود نداشت؛ در عوض، دفاتر طراحی بسیار قدرتمند بودند. تا حدودی، این امر در سال‌های اول تأسیس آژانس نیز ادامه یافت، چرا که آژانس از فقدان اقتدار رنج می‌برد، در حالی که دفاتر طراحی برای بقا در محیط دشوار می‌جنگیدند.

### سال‌های بحران
در سال ۱۹۹۳، معتبرترین برنامه این صنعت، شاتل فضایی بوران، لغو شد. این برنامه به مدت ۲۰ سال توسط بهترین شرکت‌های این صنعت مورد بررسی قرار گرفته بود و لغو آن بلافاصله منجر به کاهش ۳۰ درصدی نیروی کار این صنعت شد. در پایان سال ۱۹۹۴، ۳۰۰۰۰۰ نفر در این صنعت مشغول به کار بودند، که نسبت به ۴۰۰۰۰۰ نفر در سال ۱۹۸۷ کاهش یافته بود، و بودجه برنامه فضایی اکنون تنها ۰٫۲۳ درصد از بودجه کشور را تشکیل می‌داد.
مرحله نهایی انقباض برنامه فضایی در طول بحران مالی روسیه در سال ۱۹۹۸ اتفاق افتاد. بخش زیادی از بودجه اختصاص داده شده هرگز به شرکت‌ها نرسید. صنعت فضایی همچنان به کاهش نیروی کار ادامه داد و به زودی تنها ۱۰۰۰۰۰ نفر باقی ماندند. دستمزدها نیز کاهش یافت: به عنوان مثال، در شرکت پیشرو تولید موتور موشک ان‌پی‌او انرگوماش، میانگین حقوق ماهانه در این مدت ۳۰۰۰ روبل (۱۰۴ دلار) بود. زیرساخت‌های فیزیکی صنعت فضایی به شدت کاهش یافت و این امر با فرو ریختن سقف در سال ۲۰۰۱ در پایگاه فضایی بایکونور که منجر به نابودی شاتل بوران شد، که تنها پرواز این برنامه را در سال ۱۹۸۸ انجام داده بود، نشان داده شد. هیچ بودجه‌ای برای مراقبت از آشیانه شاتل در بایکونور در دسترس نبود و در ماه مه ۲۰۰۲ بر روی شاتل فرو ریخت.

#### مشارکت‌های خارجی

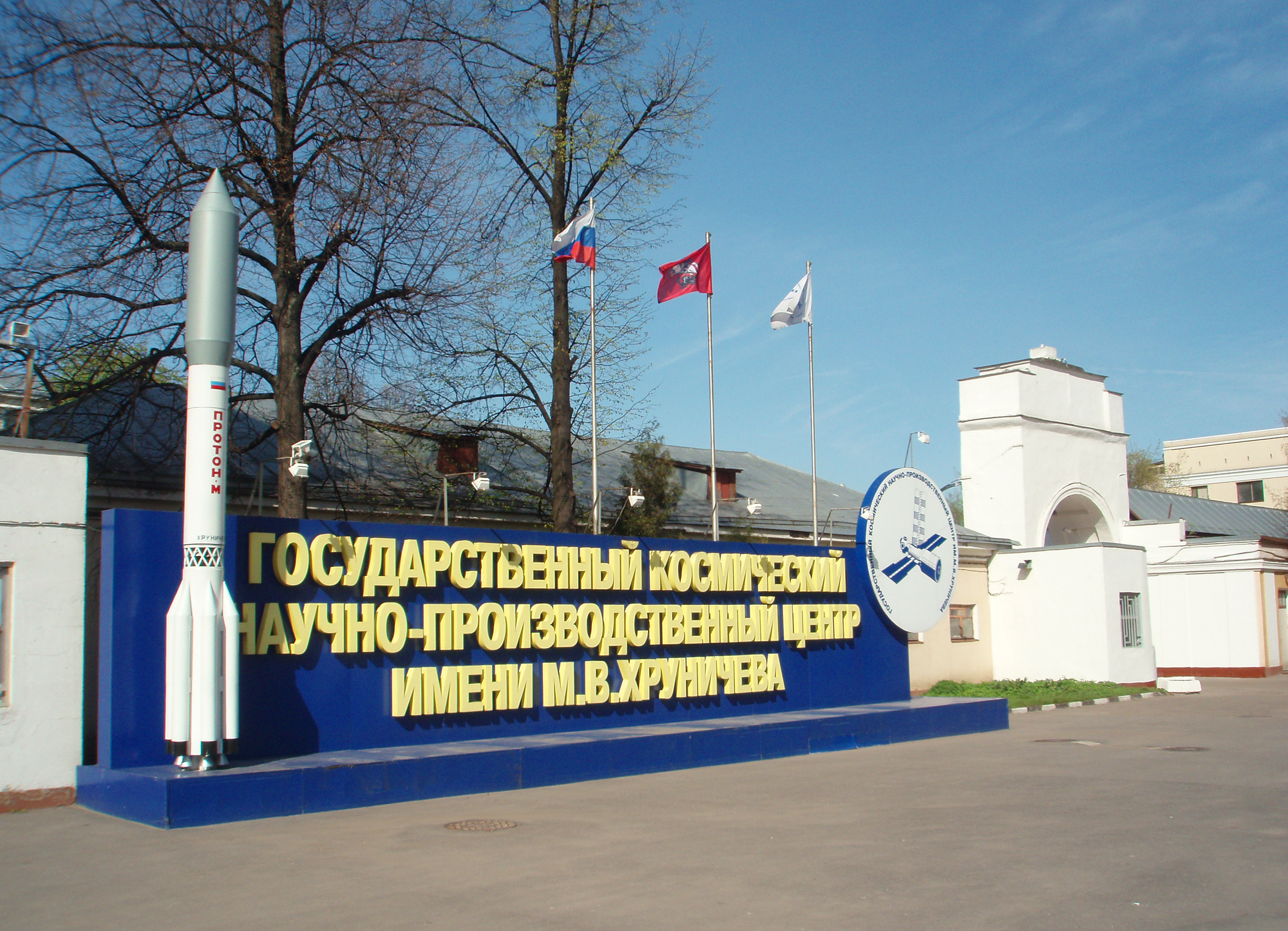
ورودی مرکز فضایی تحقیق و تولید دولتی خرونیچف در مسکو. از سال ۱۹۹۴، موشک پروتون-ام خرونیچف ۴٫۳ میلیارد دلار برای صنعت فضایی روسیه درآمد داشته است.

در طول سال‌های بحران، یکی از راه‌های اصلی بقای شرکت‌های این صنعت، جستجوی مشارکت‌های خارجی بود. در این زمینه، خرونیچف به ویژه موفق بود. در ۱۵ آوریل ۱۹۹۳، خرونیچف شرکت مشترک لاکهید-خرونیچف-انرژی را با شرکت آمریکایی لاکهید تأسیس کرد. در سال ۱۹۹۵، به دلیل ادغام لاکهید و مارتین ماریتا، این شرکت به خدمات پرتاب بین‌المللی (ILS) تبدیل شد. این شرکت مشترک، پرتاب‌های موشک‌های پروتون و اطلس آمریکایی را به بازار عرضه می‌کرد. ایالات متحده اجازه حضور پروتون در بازار پرتاب بین‌المللی را داده بود، اما سهمیه‌ای را برای محافظت از بازار پرتاب در برابر «دامپینگ روسیه» تعیین کرده بود. با وجود این، پروتون ساخته شده توسط خرونیچف موفق بود و تا پایان سال ۲۰۰۰ قراردادهای پرتابی به ارزش بیش از ۱٫۵ میلیارد دلار به دست آورده بود. از سال ۱۹۹۴، پروتون ۴٫۳ میلیارد دلار برای صنعت فضایی روسیه به‌طور کلی درآمد داشته است و انتظار می‌رود این رقم در سال ۲۰۱۱ به ۶ میلیارد دلار افزایش یابد.
یکی دیگر از شرکت‌های موفق، ان‌پی‌او انرگوماش بود که موتور بسیار قدرتمند آر دی-۱۸۰ آن بر روی موشک‌های آمریکایی اتلس ۵ نصب شد. لاکهید مارتین، سازنده این موشک، در ابتدا ۱۰۱ موتور آر دی-۱۸۰ از انرژیماش خریداری کرد و ۱ میلیارد دلار ارز خارجی برای این شرکت به ارمغان آورد.

### طرح فضایی جدید فدرال

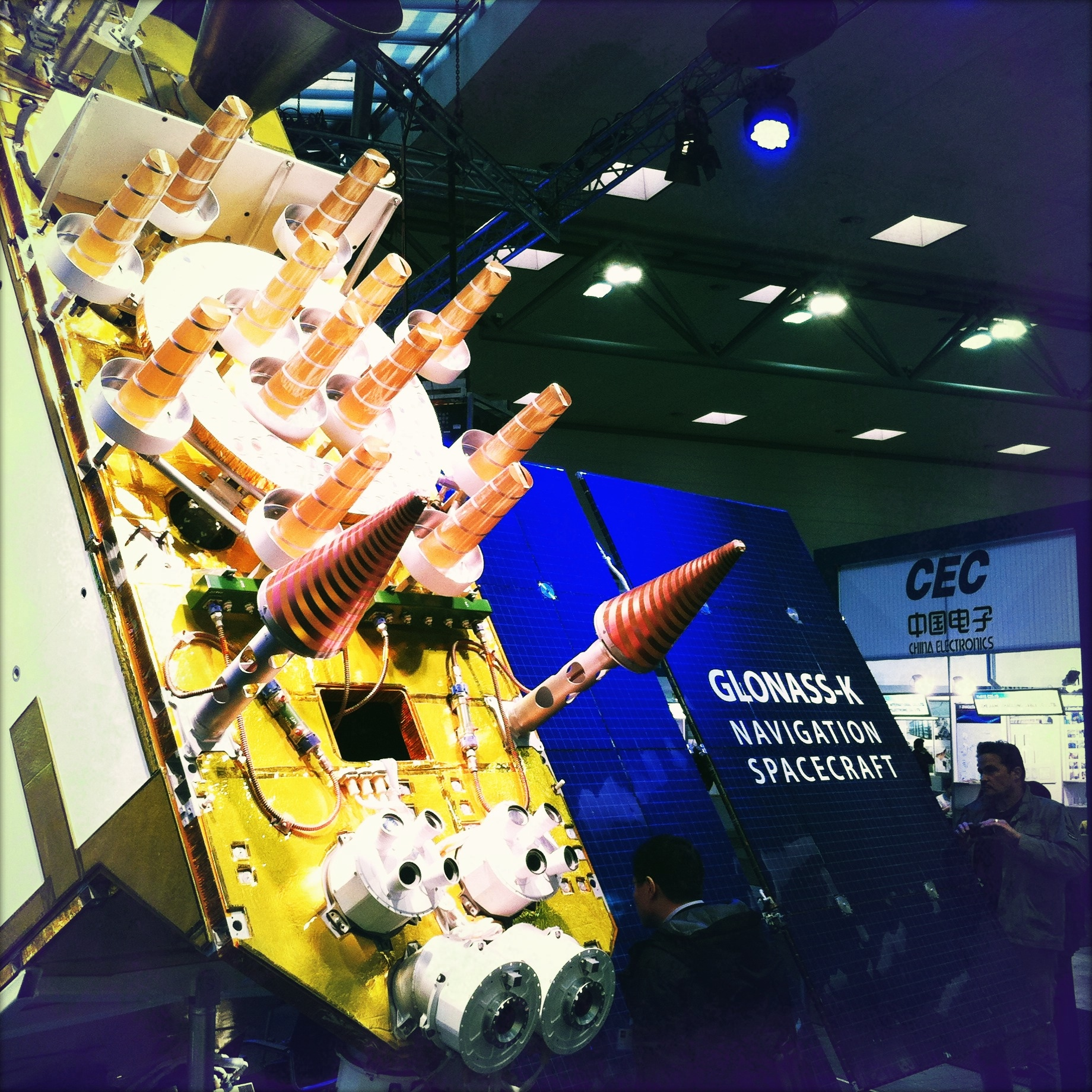
یک ماهواره گلوناس-کی، تولید شده توسط رشیتنف

در اوایل دهه ۲۰۰۰، در دوران ریاست جمهوری ولادیمیر پوتین، اقتصاد روسیه شروع به بهبود کرد و هر سال بیشتر از تمام دهه قبل رشد کرد. چشم‌انداز بودجه برای برنامه فضایی روسیه مساعدتر به نظر می‌رسید.
در سال ۲۰۰۱، توسعه سیستم ناوبری ماهواره‌ای گلوناس با معرفی یک برنامه هدفمند فدرال جدید، در اولویت دولت قرار گرفت. پیمانکار اصلی گلوناس، رشیتنف (که بعداً به ایستگاه فضایی بین‌المللی رشتنف تغییر نام داد)، بدین ترتیب افزایش مالی یافت. در مجموع، ۴٫۸ میلیارد روبل برای برنامه فضایی در سال ۲۰۰۱ اختصاص داده شد که ۱٫۶ میلیارد آن برای گلوناس در نظر گرفته شده بود. تا سال ۲۰۰۴، هزینه‌های فضایی روسیه به ۱۲ میلیارد روبل افزایش یافته بود. در سال ۲۰۰۵، یک استراتژی جدید برای توسعه برنامه فضایی کشور با عنوان طرح فضایی فدرال ۲۰۰۶–۲۰۱۵ تصویب شد. این طرح تکمیل ایستگاه فضایی بین‌المللی، توسعه خانواده موشک‌های آنگارا، معرفی یک فضاپیمای سرنشین‌دار جدید و تکمیل منظومه ماهواره‌ای گلوناس و موارد دیگر را تصریح می‌کرد.
در اواسط دهه ۲۰۰۰، بودجه برنامه فضایی به‌طور قابل توجهی بهبود یافت و در سال ۲۰۰۵ به ۲۱٫۵۹ میلیارد روبل رسید و در سال ۲۰۰۶ به ۲۳ میلیارد روبل افزایش یافت. در سال ۲۰۰۷، ۲۴٫۴ میلیارد روبل برای برنامه فضایی غیرنظامی هزینه شد، در حالی که بودجه برنامه فضایی نظامی ۱۱ میلیارد روبل بود. این صنعت همچنین همچنان از صادرات و مشارکت‌های خارجی بودجه بسیار قابل توجهی دریافت می‌کرد.

### سازماندهی مجدد بخش فضایی روسیه در سال ۲۰۱۳
در نتیجهٔ مجموعه‌ای از مشکلات مربوط به قابلیت اطمینان، و تقریباً همزمان با شکست پرتاب پروتون-ام در ژوئیه ۲۰۱۳، یک سازماندهی مجدد اساسی در صنعت فضایی روسیه انجام شد. شرکت یونایتد راکت و فضا در اوت ۲۰۱۳ توسط دولت به عنوان یک شرکت سهامی خاص تشکیل شد تا بخش فضایی روسیه را یکپارچه کند. دیمیتری روگوزین، معاون نخست‌وزیر، گفت: «بخش فضایی مستعد شکست، چنان دچار مشکل شده است که برای غلبه بر مشکلات خود به نظارت دولتی نیاز دارد.» سه روز پس از شکست پرتاب پروتون ام، دولت روسیه اعلام کرد که «اقدامات بسیار سختی» اتخاذ خواهد شد «و پایان صنعت فضایی [روسیه] را آنطور که ما می‌شناسیم رقم خواهد زد.»

## ساختار صنعت

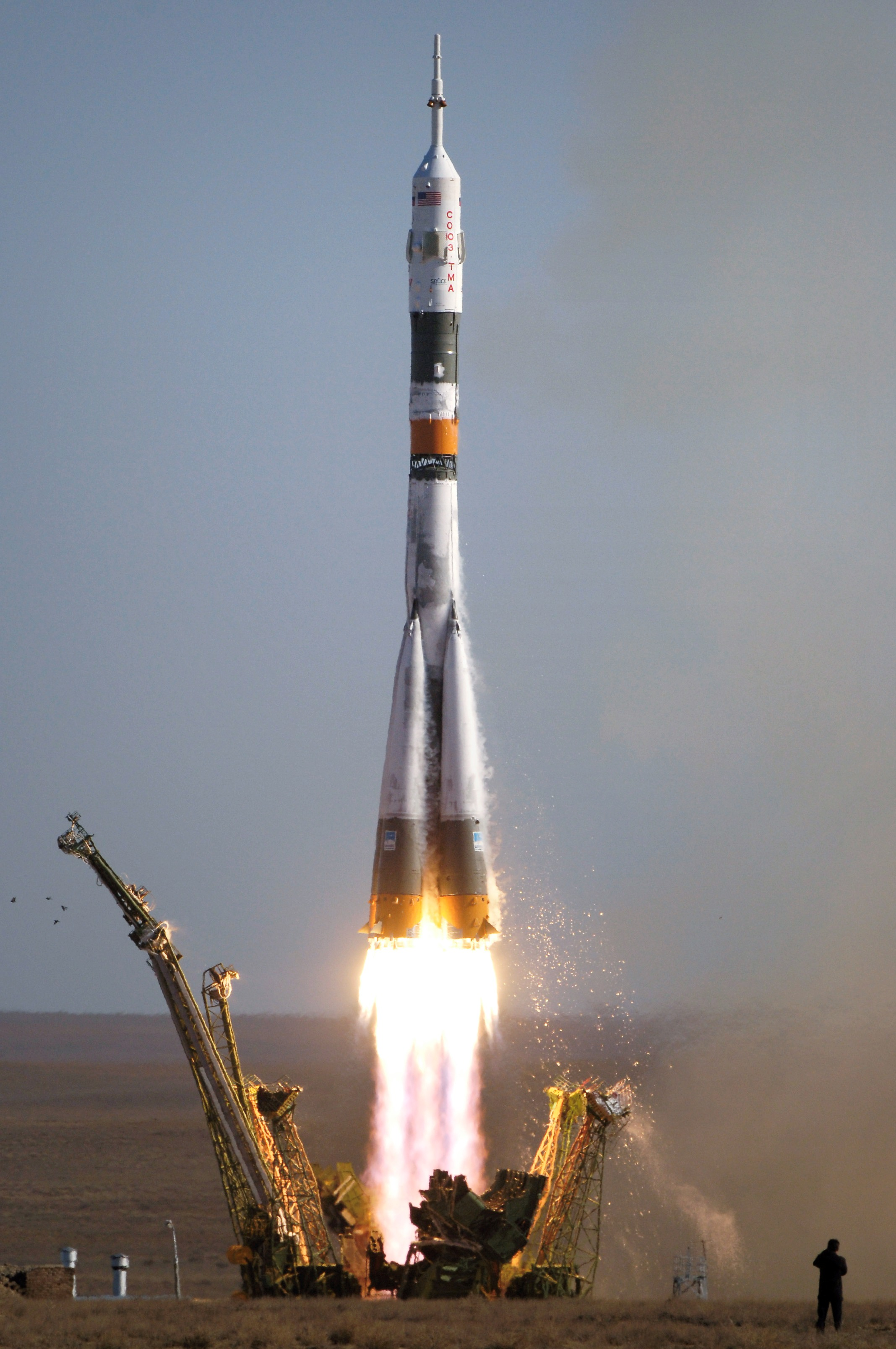
موشک سایوز-اف‌جی فضاپیمای سویوز تی‌ام‌ای را پرتاب می‌کند. سایوز-اف‌جی توسط پراگرس راکت اسپیس سنتر تولید می‌شود، در حالی که سایوز-تی‌ام‌ای توسط شرکت موشکی اس‌پی کارالیوف و صنایع فضایی انرگیا ساخته شده است.

بزرگ‌ترین شرکت صنعت فضایی روسیه، شرکت موشکی اس‌پی کارالیوف و صنایع فضایی انرگیا است. این شرکت پیمانکار اصلی پروازهای فضایی انسانی این کشور، توسعه‌دهنده اصلی فضاپیماهای سویوز تی‌ام‌ای و پروگرس (فضاپیما) و بخش روسی ایستگاه فضایی بین‌المللی است. حدود ۲۲۰۰۰ تا ۳۰۰۰۰ نفر در این شرکت مشغول به کار هستند. پراگرس راکت اسپیس سنتر (پیشرفت تی اس کی بی) توسعه‌دهنده و تولیدکننده موشک پرتاب معروف موشک سایوز است. نسخه سویوز-فگ برای پرتاب فضاپیماهای سرنشین‌دار استفاده می‌شود، در حالی که شرکت سرمایه‌گذاری مشترک بین‌المللی ستارسم، پرتاب ماهواره‌های تجاری را با نسخه‌های دیگر به بازار عرضه می‌کند. تسکب پروگرس در حال حاضر رهبری توسعه یک پرتابگر جدید به نام روس-م را بر عهده دارد که قرار است جایگزین سایوز شود. مرکز تولید و پژوهش فضایی خرونیشف مستقر در مسکو یکی از موفق‌ترین شرکت‌های تجاری صنعت فضایی است. این شرکت توسعه‌دهنده موشک پروتون-ام و مرحله بالایی ناوچه است. انتظار می‌رود خانواده جدید موشک‌های آنگارا این شرکت در سال ۲۰۱۳ به بهره‌برداری برسد. بزرگ‌ترین تولیدکننده ماهواره در روسیه رشیتنف (که قبلاً نپو پم نامیده می‌شد) است. این شرکت پیمانکار اصلی برنامه ناوبری ماهواره‌ای گلوناس است و سری ماهواره‌های ارتباطی اکسپرس را تولید می‌کند. این شرکت در ژلزنوگورسک، سرزمین کراسنویارسک واقع شده و حدود ۶۵۰۰ نفر را استخدام می‌کند. شرکت پیشرو در زمینه موتور موشک ان‌پی‌او انرگوماش، طراح و تولیدکننده موتور معروف آر دی-۱۸۰ است. در زمینه پیشرانش فضاپیمای الکتریکی، اوکی‌بی فاکل، واقع در استان کالینینگراد، یکی از شرکت‌های برتر است. لاوچکین طراح اصلی کاوشگر سیاره‌ای روسیه است. این شرکت مسئول مأموریت پر سر و صدای فوبوس-گرانت، اولین تلاش روسیه برای یک کاوشگر بین سیاره‌ای از زمان مریخ ۹۶ است.

## فهرست شرکت‌های اصلی

### تولیدکنندگان لانچر
- مرکز فضایی موشک پروگرس: موشک سایوز۲
- خرونیچف: پروتون-ام، آنگارا

### موتورها
تجربه بزرگی که صنعت پیشرانش روسیه در انواع موتورهای موشک به ویژه در پیشرانه‌های هیدروکربنی اکسیژنی و سیستم احتراق مرحله‌ای به دست آورده است.
- شرکت غیرانتفاعی انرگوماش
- شرکت تولیدی پلیوت
- کی بی کی اچ ای
- ای.ام. ایسایف
- شرکت سهامی کوزنتسوف
- مرکز تحقیقات کلدیش
- اوکی‌بی فاکل
- نی‌یماش
- تی‌اس‌ان‌آی‌ماش
- پروتون پی‌ام
- کارخانه مکانیکی ورونژ

### فضاپیما
- شرکت موشکی اس‌پی کارالیوف و صنایع فضایی انرگیا: سایوز ام اس (خدمه)، پیشرفت ام اس (محموله)

### ماموریت‌های بین سیاره‌ای
- لاوچکین: فوبوس-گرانت

### توسعه‌دهندگان ماهواره
- رشیتنف: گلوناس،  اکسپرس
- ان‌پی‌او لاوچکین: الکترو–ال
- سیستم‌های فضایی گازپروم
- اسپوتنیکس
- هوافضای داوریا
- موشک‌های موفقیت

## تأثیر محیطی
منتقدان ادعا می‌کنند که سوخت موشک پروتون (دی‌متیل‌هیدرازین نامتقارن، یو دی ام اچ) و زباله‌های ایجاد شده توسط برنامه فضایی روسیه، مناطقی از روسیه و قزاقستان را مسموم می‌کند. خوشه‌هایی از سرطان در جمهوری آلتای یافت شده است و ساکنان ادعا می‌کنند که پس از برخی پرتاب‌ها باران اسیدی می‌بارد. آناتولی کوزین، معاون مدیر مرکز تحقیقات و تولید فضایی دولتی خرونیچف، این ادعاها را رد کرده و گفته است: «ما تحقیقات ویژه‌ای در مورد این موضوع انجام دادیم. سطح اسیدیته جو تحت تأثیر پرتاب موشک قرار نمی‌گیرد و هیچ داده‌ای برای اثبات هیچ ارتباطی بین بیماری‌ها [در آلتای] و تأثیر اجزای سوخت موشک یا هر نوع فعالیت فضایی وجود ندارد.»